# VIII Simfonija (Brukner)
SIMFONIJA broj 8. c – moll, WAB 108, Antona Bruknera

## Opšte karakteristike
Najveća Simfonija koju je iza sebe ostavio, upravo je njegova Osma Simfonija u c-molu. Ukupnog je trajanja 1 sat i 23 minuta. Rad na njoj započet je 1887. godine, u konačnoj verziji, dovršena je 1892. godine. Druga je simfonija u majstorovom poznom periodu, koga čine još Sedma i Deveta Simfonija. Osma je jedno moćno muzičko delo, Simfonija koja do najviših stavralačkih vrhunaca uzdiže Bruknerov simfonijski stil.

## Analiza dela
Prvi stav je Allegro moderato. I kao što to kod Bruknera biva i ovaj stav počinje uvodnom temom koja izrasta iz osnovnog jezgra i nabujava u eksplozivnu prvu sonatnu temu. Na nju se nadovezuje harmonski rascvetana druga tema, a zatim i treća religiozna, sa karakterističnim sinkopama. Sledi kratak razvojni deo, te se ove teme ponavljaju u konvencionalnoj reprizi, a u kodi dolazi do bolnog proloma. Drugi stav je skerco, Allegro moderato, koji se takoreći zvučno nadovezuje na prvi stav, pa se može na koncertima izvoditi i bez uobičajene pauze posle prvog stava. To je opet obrada jedne skokovite austrijske narodne igre, samo sada osetno zatamnjene u tonskoj strukturi. Po prvi put se, u središnjem triju, pojavljuje kod Bruknera harfa, koja potrctava jednu divnu temu u rogovima. 
Treći stav je Adagio proširen do monumentalnih dimenzija, sa oznakom Feierlich langsam, doch nicht schleppend(Svečano i lagano, bez skromnosti). U njemu, harfa potcrtava glavnu temu, karaktera nokturna. Pojavljuju se i reminiscencije na zvonjavu zvona iz Vagnerove svečane muzičko-scenske himne Parsifal. Prema kraju, stav zamire kao u kakvom kolosalnom laganom stavu Gustava Malera (Brukner je bio Malerov profesor i mentor). 
Četvrti stav je finale, sa oznakom Feierlich, nicht schnell (Svečano, ali ne brzo). Njegova glavna tema se naglo pojavljuje, nabujava, pa nakratko nestane i razvije se u jednu kolosalnu tonsku građevinu, koja opet, daje reminiuscencije na Parsifala. U samoj završnici, nastupa kulminacija: jedna snažna, veličanstvena, bruknerovska koda.

## Zaključak
Ova je Simfonija oduvek bila veliki zalogaj za dirigente i orkestre, kako svojom dužinom trajanja, tako i u tehnici vajanja tonske strukture. Potrebna je posebna istančanost i uvežbanost dirigentske tehnike za njeno izvođenje. Samo najbolji svetski dirigenti, u stanju su izvesti Bruknerovu Osmu Simfoniju i verno je predstaviti slušaocima.

## Izvođači
- Bečka Filharmonija, dirigent: Karl Bem
- Berlinska Filharmonija, dirigent: Eugen Johum
- Berlinska Filharmonija, dirigent: Herbert Fon Karajan
- Simfonijski Orkestar Bavarskog Radija, dirigent: Eugen Johum
- Svetski Filharmonijski Orkestar, dirigent: Karlo Marija Đulini
- Ruski Državni Akademski Simfonijski Orkestar, dirigent: Jevgenij Svetlanov
- Simfonijski Orkestar Moskovske Radio Televizije, dirigent: Genadij Roždestvenski
- Minhenska Filharmonija, dirigent: Serđu Čelibidake
- Minhenska Filharmonija, dirigent: Zubin Mehta.